# Svatopluk Buchta
Svatopluk Buchta (né le 26 février 1966 à Brno) est un coureur cycliste tchécoslovaque. Il a notamment été champion du monde de poursuite par équipes en 1986.

## Palmarès

### Jeux olympiques
- Barcelone 1992
  - Huitième de finale de la poursuite par équipes

### Championnats du monde
- 1986
  -  Champion du monde de poursuite par équipes (avec Teodor Černý, Aleš Trčka et Pavel Soukup)
- 1987
  -  Médaillé de bronze de la poursuite par équipes

## Récompenses
- Cycliste tchécoslovaque de l'année : 1986